# Ruslanova (krater)
Ruslanova är en nedslagskrater med en diameter på 44 kilometer, på planeten Venus. Ruslanova har fått sitt namn efter den rysk-sovjetiska sångerskan Lidia Ruslanova.